# Coyoacán
Coyoacán là một đô thị thuộc bang Distrito Federal, México. Năm 2005, dân số của đô thị này là 628063 người.